# Zarzetka
Zarzetka (prononciation : [zaˈʐɛtka]) est un village polonais situé dans la gmina de Sadowne dans le powiat de Węgrów et en voïvodie de Mazovie dans le centre-est de la Pologne.
Le village a une population de 234 habitants en 2006.

## Histoire
De 1975 à 1998, le village appartenait administrativement à la voïvodie de Siedlce.